# 深田村 (熊本県)
深田村（ふかだむら）は、かつて熊本県の南東部、球磨郡にあった村。
2003年4月1日、同郡内の上村、免田町、岡原村、須恵村と新設合併しあさぎり町となった。現在はあさぎり町深田地区となっている。

## 地理
熊本県の南東部、人吉盆地の中央に位置する。村内を球磨川が東西に流れている。
- 山：高山
- 河川：球磨川、銅山川、田頭川

## 歴史
- 1889年4月1日 - 町村制施行により木上村（現・錦町木上地区）と組合村として深田村が発足。
- 1894年 - 分離し単独村となり深田村となる。
- 2003年4月1日 - 上村、免田町、岡原村、須恵村と合併し、あさぎり町となり消滅。

## 教育
- 深田村立深田中学校
- 深田村立深田小学校

## 交通

### 道路
- 熊本県道33号人吉水上線
- 熊本県道48号多良木相良線

## 観光
- 深田鉱山
- 勝福寺跡
- 万福寺跡
- 相良三十三観音霊場札所
  - 内山観音（19番札所）
  - 植深田観音（20番札所）
  - 永峰観音（21番札所）

## 出身有名人
- 金子恭之（衆議院議員）